# Tom Potts
«Tom Potts» (с англ. — «Том Поттс»; Child 109, Roud 66) — народная баллада англо-шотландского происхождения. Фрэнсис Джеймс Чайлд в своём собрании приводит три её варианта, старейший из которых содержится в бродсайде 1657 года и издан в сборнике Джозефа Ритсона, ещё один был напечатан в Лондоне в 1677 году (идентичная версия содержится в коллекции Сэмюеля Пипса), а третий взят из рукописи Томаса Перси. Заглавный герой баллады упомянут в произведении Джонатана Свифта «А Tale of a Tub», написанном около 1696 года.

## Сюжет
За благородной девушкой ухаживает богатый лорд Феникс (Phenix / William Fenix), однако она отказывает ему, так как любит Тома Поттса. Её отца это не устраивает, и он начинает подготовку к свадьбе. Том, получив от возлюбленной весть, обращается к своему сюзерену, тот с готовностью приходит на помощь. Придя на свадьбу Феникса, юноша прерывает её и бросает лорду вызов. Он одерживает победу над соперником, и тогда отец невесты соглашается на неравный брак и делает Тома своим наследником. В XVIII веке выходили модернизированные версии истории, порой содержащие вторую часть, где описывалась счастливая жизнь Тома с молодой женой.
Лорд Феникс также является героем другой баллады, «Jamie o Lee», известной из рукописи Уильяма Мазеруэлла. В ней английский лорд крадёт алмазы у королевы Шотландии и сваливает вину на пятнадцатилетнего пажа. Юноша вызывает его на дуэль и заставляет сознаться в содеянном.
Другие примеры любви знатной леди и простого юноши можно найти в балладах «The Kitchie-Boy» (Child 252) и «Ritchie Story» (Child 232).